# إنتربرايس سنتر
إنتربرايس سنتر (بالإنجليزية: Enterprise Center) هي ساحة بها 18،096 مقعدًا وتقع في وسط مدينة سانت لويس بولاية ميزوري بالولايات المتحدة.